# Giovanni Passerini
Giovanni Passerini (ur. 16 czerwca 1816  w Guastalla, zm. 17 kwietnia 1893 w Parmie) – włoski botanik, mykolog i entomolog.

## Życiorys
W 1836 roku rozpoczął studia medyczne na Uniwersytecie w Parmie, od 1844 r. był profesorem botaniki i dyrektorem Orto Botanico di Parma. Jego kolekcja, składająca się z 5500 okazów w 52 rodzajach i 89 gatunkach znajduje się w muzeum historii naturalnej Uniwersytetu w Parmie.
Wraz z Vincenzo de Cesatim i Giuseppe Gibellim był współautorem kompendium włoskiej flory pt. Compendio della flora italiana. Jest też autorem kilku prac na temat mszyc.
W naukowych nazwach opisanych przez niego taksonów dodawany jest skrót jego nazwiska nazwiska Pass. Na jego cześć Pier Andrea Saccardo w 1875 r. nadał nazwę rodzajowi Passerinula.